# Oberried am Brienzersee
Oberried am Brienzersee là một đô thị thuộc huyện hành chính Interlaken-Oberhasli, bang Bern, Thụy Sĩ. Đô thị này có diện tích km2, dân số thời điểm tháng 12 năm 2009 là người.